# Ellen Clementine Howarth
Ellen Clementine Howarth, född Ellen Clementine Doran den 17 maj 1827 i Cooperstown, New York, död den 23 december 1899 i Trenton, New Jersey, var en amerikansk poet.
Howarth sade att hennes dikter kom till henne som hon gjorde hushållsarbete, och att hon bara skrev ner dem när hon ansåg dem färdiga. De publicerades ursprungligen i dagstidningar i Trenton under pseudonymen "Clementine", och senare i större tidningar, Richard Glider hjälpte henne att hitta marknader för dem. Hon skrev många dikter under ett par få år, för att sedan till största delen att upphöra att skriva.

### Fotnoter
1. 1 2  International Music Score Library Project, IMSLP-ID: Category:Howarth,_Ellen_Clementine, läst: 9 oktober 2017.[källa från Wikidata]
2. ↑  Charles Dudley Warner (red.), Library of the World's Best Literature, 1897, läs online.[källa från Wikidata]
3. ↑  ”Obituary”. New York Times. 24 december 1899.